# Irish Open 1982
Die Irish Open 1982 im Badminton fanden vom 19. bis zum 20. Februar 1982 in Dublin statt.

## Finalresultate
| Disziplin    | Sieger                           | Finalist                           | Ergebnis          |
| ------------ | -------------------------------- | ---------------------------------- | ----------------- |
| Herreneinzel | Michal Malý                      | Uun Santosa                        | 10:15, 15:2, 15:3 |
| Dameneinzel  | Pamela Hamilton                  | Joke van Beusekom                  | 11:7, 11:7        |
| Herrendoppel | Billy Gilliland Dan Travers      | Ed Romeijn Bas von Barnau Sijthoff | 15:7, 15:8        |
| Damendoppel  | Pamela Hamilton Alison Fulton    | Joke van Beusekom Marjan Ridder    | 18:14, 15:6       |
| Mixed        | Billy Gilliland Christine Heatly | Rob Ridder Marjan Ridder           | 15;1, 15:10       |